# Liste d'espèces de reptiles décrites entre 2006 et 2010
De nouvelles espèces vivantes sont régulièrement définies chaque année.
L'apparition d'une nouvelle espèce dans la nomenclature peut se faire de trois manières principales :
- découverte dans la nature d'une espèce totalement différente de ce qui est connu jusqu'alors,
- nouvelle interprétation d'une espèce connue qui s'avère en réalité être composée de plusieurs espèces proches mais cependant bien distinctes. Ce mode d'apparition d'espèce est en augmentation depuis qu'il est possible d'analyser très finement le génome par des méthodes d'étude et de comparaison des ADN, ces méthodes aboutissant par ailleurs à des remaniements de la classification par une meilleure compréhension de la parenté des taxons (phylogénie). Pour ce type de création de nouvelles espèces, deux circonstances sont possibles : soit une sous-espèce déjà définie est élevée au statut d'espèce, auquel cas le nom, l'auteur et la date sont conservés, soit il est nécessaire de donner un nouveau nom à une partie de la population de l'ancienne espèce,
- découverte d'une nouvelle espèce par l'étude plus approfondie des spécimens conservés dans les musées et les collections.

Ces trois circonstances ont en commun d'être soumises au problème du nombre de spécialistes mondiaux compétents capables de reconnaître le caractère nouveau d'un spécimen. C'est une des raisons pour lesquelles le nombre d'espèces nouvelles chaque année, dans une catégorie taxinomique donnée, est à peu près constant. 
Pour bien préciser le nom complet d'une espèce, le (ou les) auteur(s) de la description doivent être indiqués à la suite du nom scientifique, ainsi que l'année de parution dans la publication scientifique. Le nom donné dans la description initiale d'une espèce est appelé le basionyme. Ce nom peut être amené à changer par la suite pour différentes raisons.
Dans la mesure du possible, ce sont les noms actuellement valides qui sont indiqués, ainsi que les découvreurs, les pays d'origine et les publications dans lesquelles les descriptions ont été faites.

## 2006

### Espèces vivantes décrites en 2006

#### Tortues
- Elseya albagula Thomson, Georges et Limpus, 2006

Chélidé découvert dans la rivière Burnett, au Queensland (Australie) .

#### Lézards
- Asaccus nasrullahi Werner, 2006

Geckonidé découvert en Iran.
- Cnemaspis ranwellai Wickramasinghe, 2006

Gekkonidé découvert au Sri Lanka.
- Cyrtodactylus badenensis Ngoc Sang, Orlov et Darevsky, 2006

Geckonidé découvert au Viêt Nam.
- Cyrtodactylus murua Klaus et Allison, 2006

Gekkonidé découvert en Papouasie-Nouvelle-Guinée .
- Cyrtodactylus nigriocularis Ngoc Sang, Orlov et Darevsky, 2006

Geckonidé découvert au Vietnam.
- Cyrtodactylus seribuatensis Youmans & Grismer, 2006

Geckonidé découvert en Malaisie.
- Hemidactylus beninensis Bauer, Tchiboso, Pauwels et Lenglet, 2006

Geckonidé découvert au Bénin.
- Hemidactylus makolowodei Bauer, Le Breton, Chirio, Ineich et Kouete, 2006

Geckonidé découvert au Cameroun.
- Oedodera marmorata Bauer, Jackman, Sadlier et Whitaker, 2006

Gekko découvert en Nouvelle-Calédonie. Nouveau genre.
- Pristurus adrarensis Geniez et Arnold, 2006

Gekkonidé découvert en Mauritanie.
- Uroplatus giganteus Glaw, Kosuch, Henkel, Sound & Böhme, 2006

Geckonidé découvert à Madagascar
- Liolaemus montanezi Cabrera et Monguillot, 2006

Liolémidé .
- Liolaemus sp. Scolaro et Sei, 2006

Liolémidé découvert en Argentine.
- Carlia sp. Zug et Allison, 2006

Scincidé découvert en Argentine.
- Nannoscincus garrulus Sadlier, Bauer et Smith, 2006

Scincidé découvert en Nouvelle-Calédonie .
- Mabuya altamazonica Miralles, Barrio-amoros, Rivas, Chaparro-auza, 2006

Scincidé découvert en Amazonie peruvienne
- Mabuya berengerae Miralles, 2006

Scincidé découvert sur l'ile de San Andrés, Colombie
- Varanus bushi Aplin, Fitch et King, 2006

Varanidé découvert en Australie.
- Eremias cholistanica Baig et Masroor, 2006

Lacertidé découvert au Pakistan.
- Iberolacerta galani Arribas, Carranza et Odierna, 2006

Lacertidé découvert en Espagne.
- Psammodromus jeanneae Busack, Salvador et Lawson, 2006

Lacertidé découvert dans la province de Cadix (Espagne) .
- Psammodromus manuelae Busack, Salvador et Lawson, 2006

Lacertidé découvert dans la province de Madrid (Espagne) .

#### Serpents

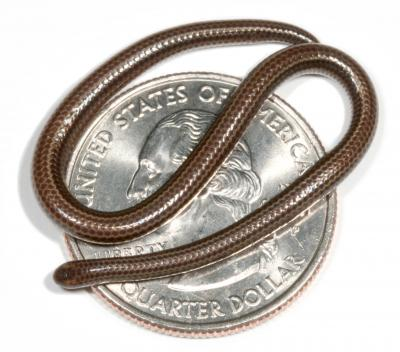
Leptotyphlops carlae, serpent endémique de la Barbade décrit en 2008

##### Tropidophiidés
- Tropidophis xanthogaster Domínguez, Moreno et Hedges, 2006

Tropidophiidé découvert dans la réserve de biosphère de Guanahacabibes à Cuba.

##### Colubridés
- Amphiesma andreae Ziegler et Le, 2006

Colubridé découvert au Vietnam.
- Calamaria thanhi Ziegler et Le, 2006

Colubridé découvert au Vietnam.

##### Vipéridés
- Popeia buniana Grismer (L. Lee), Grismer (Jesse L.) & McGuire, 2006

Découvert dans l'île Tioman (Pulau Tioman) (Pahang, Malaysia) .

### Espèces fossiles (2006)

#### Crocodilomorphes
- Effigia okeeffeae Nesbitt et Norell, 2006

Archosaure crocodilomorphe découvert par Edwin H. Colbert en 1947. L'épithète spécifique commémore le peintre Georgia O'keeffe qui avait fréquenté la région du Nouveau-Mexique où l'espèce a été découverte.

#### Cynodontes
- Elliotherium kersteni Sidor et Hancox, 2006

Reptile cynodonte tritheledontidé découvert dans le Trias d'Afrique du Sud.

#### Diapsides
- Geosuchus saltillense Buchy & al., 2006

Métriorhynchidé découvert dans le Jurassiquie du Mexique.

#### Dinosaures
- Adamantisaurus mezzalirai Santucci et Bertini, 2006

- Alaskacephale gangloffi Sullivan, 2006

Dinosaure pachycéphalosauridé découvert en Alaska.
- Antarctopelta oliveroi Salgado et Gasparini, 2006

Ankylosaure découvert en 1986 dans le Crétacé de la péninsule antarctique, mais décrit officiellement seulement vingt ans après. Fut le premier dinosaure trouvé en Antarctique. L'épithète spécifique honore le géologue argentin Eduardo Olivero qui découvrit le seul spécimen connu.
- Dracorex hogwartsia Bakker, Sullivan, Porter, Larson et Salsbury, 2006

Dinosaure pachycéphalosauridé découvert dans le Crétacé du Dakota du Sud.
L'épithète spécifique fait référence à Poudlard (en anglais Hogwarts), la fameuse école de sorcellerie d'Harry Potter dans les romans de J. K. Rowling.
- Erketu ellisoni Ksepka et Norell, 2006

Dinosaure sauropode découvert en Mongolie.
- Europasaurus holgeri Sander, Mateus, Laven et Knötschke, 2006

Dinosaure découvert dans le nord de l'Allemagne en 1998 par Holger Luedtke.
- Fusuisaurus zhaoi Mo et al., 2006

Sauropode découvert dans le Crétacé de Chine
- Guanlong wucaii Xu et al., 2006

Tyrannosauroidea découvert dans le Jurassique de Chine.
- Jiutaisaurus xidiensis Wu, Dong, Sun, Li (C.-T.) et Li (T.), 2006

Dinosaure sauropode découvert dans le Crétacé de Chine.
- Juravenator starki Göhlich et Chiappe, 2006

Compsognathidé découvert dans le Jura (Bavière, Allemagne)
- Koutalisaurus kohlerorum Prieto-Marquez & al., 2006

Hadrosauridé découvert en Espagne.
- Mapusaurus roseae Coria et Currie, 2006

Dinosaure carcharodontosauridé .
- Maxakalisaurus topai Kellner, Campos, Azevedo, Trotta, Henriques, Craik et Silva, 2006

Titanosaure saltasauridé découvert au Brésil. Le nom du genre fait référence aux Indiens Maxakali, et l'épithète spécifique à Topa, divinité qu'ils honorent.
- Puertasaurus reuilli Novas et al., 2006

Titanosauridé.
- Sonidosaurus saihangaobiensis Xu et al., 2006

Dinosaure
- Theiophytalia kerri Brill & Carpenter, 2006

Camptosauridé découvert dans le Colorado.
- Turiasaurus riodevensis Royo-Torres, Coblos et Alcalá, 2006

Découvert en Espagne.
- Yinlong downsi Xu, Forster, Clark et Mo, 2006

Dinosaure cératopsien découvert dans le Jurassique de Chine.
- Yuanmousaurus jiangyiensis Lu et al., 2006

Dinosaure
- Zapalasaurus bonapartei Salgado, Cavalho et Garrido, 2006

Dinosaure sauropode découvert en Argentine.

#### Ichthyosaures
- Ichthyosaure du ping-pong (Maiaspondylus lindoei Maxwell et Caldwell, 2006)

Redécouvert sous une table de ping-pong, 25 ans après sa collecte. Originaire de la Loon River Formation, du Crétacé inférieur, dans les Territoires du Nord-Ouest, au Canada. L'épithète spécifique honore le technicien Allan Lindoe, qui a contribué à sa découverte.

#### Plésiosaures
- Umoonasaurus demoscyllus Kear, Schroeder et Lee, 2006

Plésiosaure rhomaléosauridé découvert en 1987 en Australie du sud.
- Opallionectes andamookaensis Kear, 2006

Plésiosaure découvert en Australie.
- Futabasaurus suzukii Sato, Hasegawa et Manabe, 2006

Plésiosaure élasmosauridé découvert dans le Crétacé du Japon.

#### Ptérosaures
- Caviramus schesaplanensis Fröbisch et Fröbisch, 2006

Découvert dans le Trias de Suisse.

#### Serpents
- Najash rionegrina Apesteguia et Zaher, 2006

Serpent découvert dans le Crétacé de la province du Rio Negro, en Patagonie argentine.

#### Tortues
- Merovemys ploegi Hervet, 2006

Ptychogastéridé découvert dans l'Oise, dans les argiles à lignite du Soissonnais (Éocène) .

## 2007

### Espèces vivantes décrites en 2007

#### Lézards

##### Gekkonidae
- Cnemaspis alwisi Wickramazinghe et Munindradasa, 2007

Gekkonidé découvert au Sri Lanka
- Cnemaspis aurantiacopes Grismer & Ngo Van Tri, 2007

Découvert dans le sud du Vietnam.
- Cnemaspis caudanivea Grismer & Ngo Van Tri, 2007

Découvert dans le sud du Vietnam
- Cnemaspis kumarasinghei Wickramazinghe et Munindradasa, 2007

Gekkonidé découvert au Sri Lanka
- Cnemaspis molligodai Wickramazinghe et Munindradasa, 2007

Gekkonidé découvert au Sri Lanka
- Cnemaspis nuicamensis Grismer & Ngo Van Tri, 2007

Découvert dans le sud du Vietnam
- Cnemaspis retigalensis Wickramazinghe et Munindradasa, 2007

Gekkonidé découvert au Sri Lanka
- Cnemaspis samanalensis Wickramazinghe et Munindradasa, 2007

Gekkonidé découvert au Sri Lanka
- Cnemaspis tucdupensis Grismer & Ngo Van Tri, 2007

Découvert dans le sud du Vietnam
- Cyrtodactylus cryptus Heidrich, Rösler, Thanh, Böhme et Ziegler, 2007

Gekkonidé découvert au Vietnam.
- Cyrtodactylus serratus Kraus, 2007

Gekkonidé découvert en Papouasie-Nouvelle-Guinée .
- Cyrtopodion brachykolon Krysko, Rehman et Auffenberg, 2007

Gekkonidé découvert au Pakistan.
- Luperosaurus corfieldi, 2007

Gekkonidé découvert aux Philippines.
- Luperosaurus kubli Brown, Diesmos et Duya, 2007

Découvert à Luzon (Philippines) .
- Oedura jacovae Couper, Keim et Hoskin, 2007

Gekkonidé découvert au Queensland (Australie) .
- Thecadactylus solimoensis, 2007

Gekkonidé.

##### Lacertidés
- Dinarolacerta montenegrina Ljubisavljević, Arribas, Džukić et Carranza, 2007

Lacertidé découvert au Monténégro.

##### Liolaemidés
- Liolaemus puelche Avila, Morando, Perez et Sites, 2007

Liolémidé découvert en Argentine
- Phymaturus ceii Scolaro et Ibargüengoytía, 2007

Liolémidé découvert en Argentine.

##### Polychrotidae
- Anolis datzorum Köhler, Ponce, Sunyer & Batista, 2007

Découvert au Panama.
- Anolis gruuo Köhler, Ponce, Sunyer & Batista, 2007

Découvert au Panama.
- Anolis kunayalae Hulebak, Poe, Ibánez & Williams, 2007

Découvert au Panama.
- Anolis magnaphallus Poe & Ibánez, 2007

Découvert au Panama.
- Anolis pseudokemptoni, 2007

Découvert au Panama.
- Anolis pseudopachypus, 2007

Découvert au Panama.
- Anolis williamsmittermeierorum, 2007

##### Scincidés
- Lankascincus munindradasai Wickramasinghe, Rodrigo, Dayawansa & Jayantha, 2007

Découvert au Sri Lanka.
- Lankascincus sripadensis Wickramasinghe, Rodrigo, Dayawansa & Jayantha, 2007

Découvert au Sri Lanka
- Lygosoma boehmei Ziegler, Schmitz, Heidrich, Vu et Nguyen, 2007

Scincidé découvert au Vietnam. L'épithète spécifique honore le Pr. Wolfgang Böhme, sous-directeur du Muséum Alexander Koenig de Bonn.

#### Serpents
- Acutotyphlops banaorum

Typhlopidé
- Xenotyphlops mocquardi Wallach, Mercurio et Andreone, 2007

Typhlopidé découvert à Madagascar.
- Typhlops proancylops Thomas et Hedges, 2007

Typhlopidé découvert dans l'île d'Hispaniola .
- Typhlops agoralionis Thomas et Hedges, 2007

Typhlopidé découvert dans l'île d'Hispaniola .
- Typhlops sylleptor Thomas et Hedges, 2007

Typhlopidé découvert dans l'île d'Hispaniola .
- Typhlops eperopeus Thomas et Hedges, 2007

Typhlopidé découvert dans l'île d'Hispaniola .
- Typhlops perimychus Thomas et Hedges, 2007

Typhlopidé découvert à Cuba.
- Typhlops arator Thomas et Hedges, 2007

Typhlopidé découvert à Cuba.
- Typhlops anousius Thomas et Hedges, 2007

Typhlopidé découvert à Cuba.
- Typhlops notorachius Thomas et Hedges, 2007

Typhlopidé découvert à Cuba.
- Typhlops contorhinus Thomas et Hedges, 2007

Typhlopidé découvert à Cuba.
- Typhlops anchaurus Thomas et Hedges, 2007

Typhlopidé découvert à Cuba.
- Typhlops satelles Thomas et Hedges, 2007

Typhlopidé découvert à Cuba.
- Amphiesma leucomystax David, Bain, Quang Truong, Orlov, Vogel, Ngoc Thanh et Ziegler, 2007

Colubridé découvert dans la péninsule indochinoise.
- Hydrodynastes sp. Franco, Fernandes & Bentim, 2007

Colubridé découvert au Brésil.
- Rhynchocalamus barani Olgun, Avci, Ilgaz, Ûzûm et Yilmaz, 2007

Colubridé découvert en 2006 dans les monts Amanos en Turquie.
- Micrurus silviae Di-Bernardo, Borges-Martins et Da Silva, 2007

Élapidé découvert au Brésil.
- Naja ashei Wüster et Broadley, 2007

Élapidé découvert en Afrique (Kenya, Ouganda, Éthiopie et Somalie) .
- Oxyuranus temporalis Maryan, Donnellan et Hutchinson, 2007

Élapidé découvert en Australie occidentale.
- Tropidolaemus laticinctus Kuch, Gumprecht et Melaun, 2007

Vipéridé découvert à Sulawesi (Indonésie).

### Espèces fossiles (2007)

#### Crocodiliens
- Neuquensuchus universitas Ficrelli & Calvo, 2007

Découvert en Argentine.
- Oceanosuchus boecensis Hua, Buffetaut, Legall & Rogron, 2007

Pholidosauridé découvert dans le Cénomanien de Normandie (France) .

#### Dinosaures

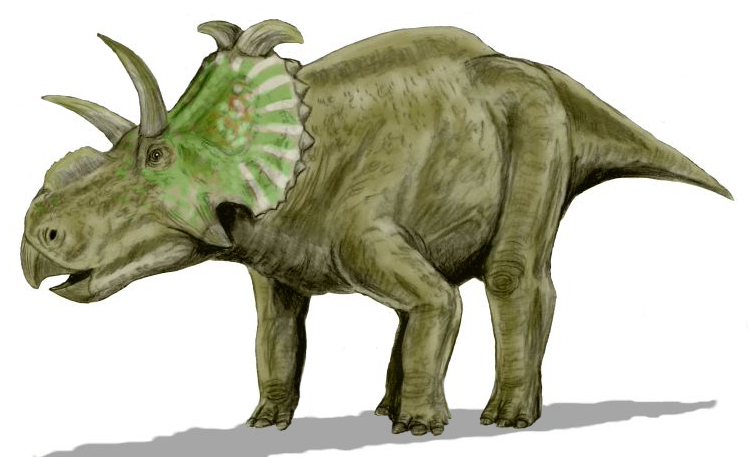
Albertaceratops nesmoi

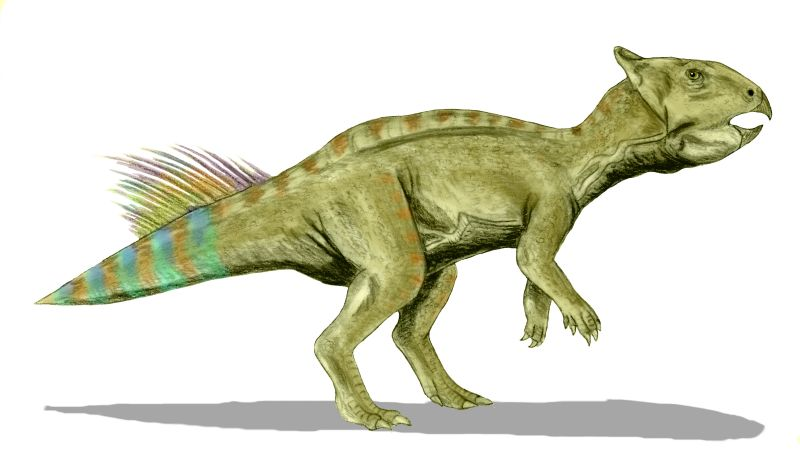
Cerasinops hodgskissi

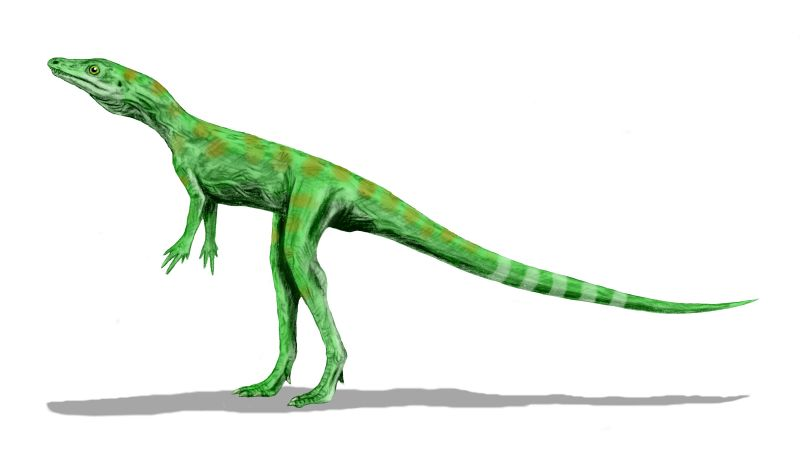
Dromomeron romeri

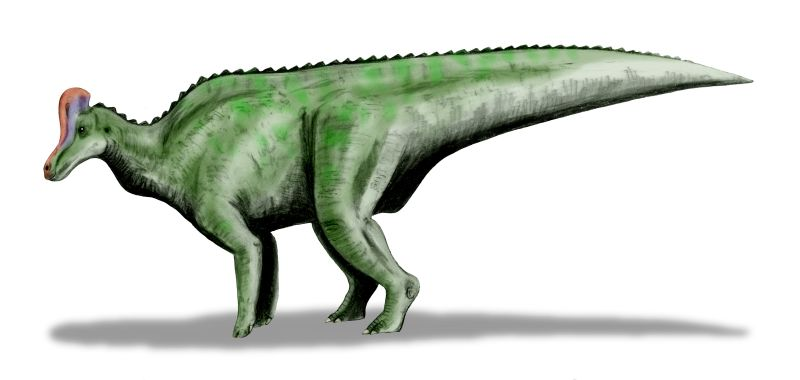
Velafrons coahuilensis

- Achillesaurus manazzonei Martinelli et Ezequiel, 2007

Alvarezsauridé découvert en Argentine.
- Aeolosaurus colhuehuapensis Casal, Martinez, Luna, Sciutto et Lammana, 2007
- Albertaceratops nesmoi Ryan, 2007

Cératopsidé découvert en Alberta (Canada). L'épithète spécifique est dédié à Cecil Nesmo, qui a contribué à la découverte du fossile.
- Amargatitanis macni Apesteguia, 2007
- Australodocus bohetii Remes, 2007

Diplodocidé découvert dans le Jurassique de Tanzanie. L'épithète spécifique honore Boheti bin Amrani, responsable de l'équipe locale qui a permis à l'expédition allemande de découvrir l'espèce .
- Baptornis varneri Martin et Cordes-Person, 2007
- Berberosaurus liassicus Allain, Tykoski, Aquesbi, Jalil, Monbaron, Russell et Taquet, 2007

Abélisauridé découvert au Maroc.
- Carcharodontosaurus iguidensis, 2007

Découvert au Niger
- Cerasinops hodgkissi Chinnery et Horner, 2007

Néocératopsien découvert dans le Montana (États-Unis) .
- Crichtonsaurus benxiensis Lu et al., 2007
- Dollodon bampingi Paul, 2007
- Dongbeititan dongi Wang et al., 2007

Sauropode découvert en Chine.
- Dromomeron romeri Irmis, Nesbitt, Padian, Smith, Turner, Woody et Downs, 2007

Ornithodire découvert au Nouveau-Mexique (États-Unis).
- Eocursor parvus Butler, Smith and Norman, 2007

Ornithischien découvert dans le Trias supérieur d'Afrique du Sud.
- Eotriceratops xerinsularis Wu, Brinkman, Eberth et Braman, 2007

Cératopsidé découvert dans la formation d'Horseshoe Canyon en Alberta (Canada).
- Futalognkosaurus dukei Calvo, Porfiri, González-Riga et Kellner, 2007

Titanosaure découvert en 2000 en Argentine. Le nom de genre signifie "grand chef" (des lézards) en langue mapudungun. L'épithète spécifique rappelle l'entreprise Duke Energy Argentina
- Gigantoraptor erlianensis Xu, Tan, Wang, Zhao et Tan, 2007

Découvert dans le bassin de l'Erlian en Mongolie-Intérieure.
- Glacialisaurus hammeri Smith et Pol, 2007

Massospondylidé découvert en Antarctique.
- Gryposaurus monumentensis Gates et Sampson, 2007

Hadrosauridé découvert en Amérique du nord.
- Huanghetitan ruyangensis Lü, Xu, Zhang, Hu, Wu, Jia et Ji, 2007
- Jiangjunosaurus junggarensis Chengkai, Forster, Xing et Clark, 2007

Stégosauridé découvert en Chine dans le Xinjiang.
- Lamplughsaura dharmaramensis Kutty, Chatterjee, Galton et Upchurch, 2004
- Luanchuanraptor henanensis Lü, Xu, Zhang (X.-L.), Ji, Jia, Hu, Zhang (J.-M.) et Wu, 2007

Droméosauridé découvert en Chine dans la province du Henan (d'où son épithète spécifique) .
- Mahakala omnogovae Turner, Pol, Clarke, Erickson et Norell, 2007

Droméosauridé découvert en Mongolie.
- Martinavis cruzyensis Walker, Buffetaut et Dyke, 2007
- Martinavis vincei Walker, Buffetaut et Dyke, 2007
- Nanningosaurus dashiensis Mo, Zhao, Wang and Zhu, 2007
- Nopcsaspondylus alarconensis Apesteguia, 2007
- Oryctodromeus cubicularis Varricchio, Martin et Katsura, 2007
- Paluxysaurus jonesi Rose, 2007[64]
- Paraprotopteryx gracilis Zheng, Zhang et Hou, 2007
- Pradhania gracilis Kutty, Chatterjee, Galton et Upchurch, 2004
- Psittacosaurus major Sereno, Zhao, Brown et Tan, 2007
- Shanag ashile Turner, Hwang et Norell, 2007
- Sinocalliopteryx gigas Ji, Ji, Lu et Yuan, 2007
- Suzhousaurus megatherioides Li, Peng, You, Lamanna, Harris, Lacovara et Zhang, 2007

Thérizinosaure découvert dans le Gansu en Chine.
- Urbacodon itemirensis Averianov et Sues, 2007
- Velafrons coahuilensis Gates, Sampson, de Jesus, Zanno, Eberth, Hernandez-Rivera, Martinez et Kirkland, 2007

Hadrosauridé lambéosauriné découvert au Mexique.
- Xenoposeidon proneneukus Taylor et Naish, 2007

Décrit d'après un spécimen du Muséum d'Histoire naturelle de Londres découvert dans les années 1990.
- Yunnanosaurus youngi Lu, Li, Zhong, Azuma, Fujita, Dong et Ji, 2007
- Zhejiangosaurus lishuiensis Lu, Jin, Sheng, Li, Wang and Azuma, 2007

Nodosauridé découvert en Chine.
- Zhongyuansaurus luoyangensis Xu, Lu, Zhang, Jia, Hu, Zhang, Wu and Ji, 2007

Nodosauridé découvert dans la province du Henan en Chine.
- Zhuchengosaurus maximus Zhao, Li, Han, Hao, Liu, Li and Fang, 2007

Hadrosauridé découvert en Chine.

#### Ptérosaures
- Aralazhdarcho bostobensis Averianov, 2007

Azhdarchidé découvert au Kazakhstan.
- Gegepterus changi Wang, Kellner, Zhou & Campos, 2007

Ctenochasmatidé découvert en Chine.

### Nouvelles sous-espèces (2007)

#### Lézards
- Eumeces schneiderii barani Kumlutas, Arikan, Ilgaz et Kaska, 2007

Scincidé découvert en Turquie

## 2008

### Espèces vivantes décrites en 2008

#### Amphisbéniens
- Amphisbaena uroxena, 2008

Amphisbénidé découvert au Brésil

#### Lézards

##### Diplodactylidés
- Bavayia goroensis, 2008

Découvert en Nouvelle-Calédonie.
- Oedura jowalbinna Hoskin & Higgie, 2008

Découvert au Queensland (Australie) .

##### Eublépharidés
- Goniurosaurus catbaensis Ziegler, Nguyen Quang Truong, Schmitz, Stenke & Rösler, 2008

Découvert dans l'île Cat Ba, Hai Phong, Vietnam.

##### Gekkonidés
- Cnemaspis perhentianensis Grismer & Chan Kin Onn, 2008

Découvert en Malaysia.
- Cyrtodactylus huynhi Tri & Bauer, 2008

Découvert en Malaysia
- Cyrtodactylus stresemanni Rosler & Glaw, 2008

Découvert en Malaysia
- Cyrtodactylus takouensis Tri & Bauer, 2008

Découvert en Malaysia
- Cyrtodactylus wallacei, 2008
- Gekko nutaphandi Bauer, Sumantha & Pauwels, 2008

Découvert en Thaïlande .
- Gekko wenxianensis Zhou & Wang, 2008

Découvert en Chine.
- Goniurosaurus catbaensis, 2008
- Hemidactylus aaronbaueri Giri, 2008

Découvert en Inde
- Hemidactylus sataraensis Giri & Bauer, 2008

Découvert en Inde.
- Lepidodactylus buleli Ineich, 2008

Découvert dans l'île d'Esperitu Santo (Vanuatu) .
- Luperosaurus sorok Das, Lakim & Kaundaung, 2008

Découvert au Sabah dans l'île de Bornéo (Malaysia).
- Sphaerodactylus phyzacinus Thorpe, Jones, Malhotra & Surget-Groba, 2008
- Tarentola crombiei Díaz & Hedges, 2008

Découvert à Cuba.

##### Gymnophthalmidés
- Arthrosaura montigena Myers & Donnelly, 2008
- Petracola waka Kizirian, Bayefsky-Anand, Eriksson, Le & Donnelly, 2008

Découvert au Pérou.

##### Iguanidae
- Brachylophus bulabula

Découvert dans l'île Ovalau (îles Fidji)

##### Lacertidés
- Podarcis cretensis Lymberakis, Poulakakis, Kaliontzopoulou, Valakos & Mylonas, 2008

Découvert en Crète (Grèce) .
- Podarcis levendis Lymberakis, Poulakakis, Kaliontzopoulou, Valakos & Mylonas, 2008

Découvert dans l'ilot de Pori (Grèce) .

##### Liolémidés
- Liolaemus scrocchii Quinteros, Abdala & Lobo, 2008

Découvert en Argentine
- Liolaemus tandiliensis Vega, Bellagamba & Lobo, 2008

Découvert en Argentine

##### Phyllodactylidés
- Phyllodactylus delsolari, 2008
- Phyllodactylus thompsoni, 2008

##### Polychrotidés
- Anolis apletophallus, 2008
- Anolis cryptolimifrons Kôhler & Sunyer, 2008

Découvert au Panama.
- Anolis cuscoensis, 2008

Découvert au Pérou.

##### Scincidés
- Eutropis tammanna Das, De Silva & Austin, 2008

Découvert au Sri Lanka.
- Sphenomorphus langkawiensis Grismer, 2008

Découvert dans l'archipel Langkawi (Kedah, Malaysia) .

##### Xanthusiidés
- Lepidophyma cuicateca, 2008

Découvert au Mexique

#### Serpents

##### Colubridés
- Pseudoboa martinsi Zaher, Oliveira & Francu, 2008

Découvert au Brésil.

##### Leptotyphlopidés
- Leptotyphlops carlae Hedges, 2008

Découvert en 2006 dans l'île de la Barbade. L'épithète spécifique honore Carla Ann Hass, herpétologiste qui a participé à la découverte.

##### Xénodermatidés
- Fimbrios smithi Ziegler, David, Miralles, van Kien & Nguyen Quang Truong, 2008

Découvert au Vietnam.

### Espèces fossiles et subfossiles (2008)

#### Diapsides
- Wargosuchus australis Martinelli & Pais, 2008

Baurusuchidé découvert dans le Crétacé d'Argentine. Le nom de genre se réfère au warg, animal du monde de Tolkien.

#### Dinosaures

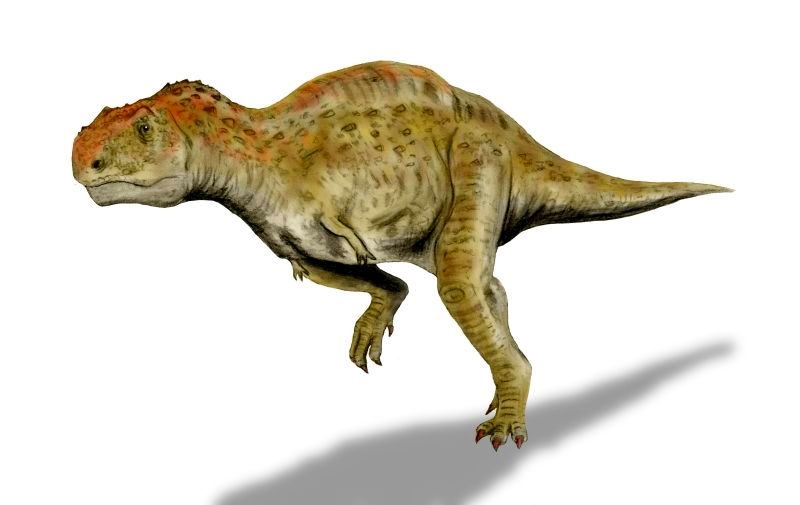
Kryptops palaios (reconstitution)

- Eocarcharia dinops Sereno & Brusatte, 2008

Carcharodontosauridé découvert au Niger.
- Kryptops palaios Sereno & Brusatte, 2008

Abélisauridé découvert dans le Crétacé du Niger.
- Orkoraptor burkei Novas, Ezcurra & Lecuon, 2008

Découvert en Argentine.
- Sahaliyania elunchunorum Godefroit & al., 2008

Hadrosauridé découvert en Chine.
- Wulagasaurus dongi Godefroit & al., 2008

Hadrosauridé découvert en Chine.
- Pachyrhinosaurus lakustai Currie, Langston & Tanke, 2008

#### Lézards
- Nactus soniae Arnold et Bour, 2008

Gecko découvert à l'état subfossile dans l'île de la Réunion.
- Leiolopisma ceciliae Arnold et Bour, 2008

Scincidé découvert à l'état subfossile dans l'île de la Réunion

#### Ptérosaures
- Hohgshanopterus lacustris Wang, de Almeida Campos, Zhou & Kellner, 2008

Ptérodactyle découvert en Chine.
- Lacusovagus magnificens Witton, 2008

Azhdarchoïde découvert dans le Crétacé du Brésil.
- Volgadraco bogolubovi Averianov & al., 2008

#### Tortues
- Eileanchelys waldmani

Découverte dans l'île de Skye (Écosse, Royaume-Uni).

## 2009

### Espèces fossiles (2009)

#### Tortues
- Basilochelys macrobios Tong et al. 2009

Tortue découverte en Thaïlande

#### Procolonomorphe
- Autralothyris smithi Modesto et al., 2009

Procolophonomorphe découvert en Afrique du Sud.

#### Crocodylomorphe
- Armadillosuchus arrudai Marinho and Carvalho, 2009

Sphagesauridé découvert au Brésil.
- Araripesuchus rattoides Sereno & Larsson, 2009

Notosuchidé découvert au Maroc.

#### Dinosaures
- Aardonyx celestae Yates et al., 2009

Prosauropode découvert en Afrique du Sud.
- Adeopapposaurus mognai Martínez, 2009

Massospondylidé découvert en Argentine.
- Albertonykus borealis Longrich & Currie, 2009

Alvarezsauridé découvert au Canada (Alberta).
- Anchiornis huxleyi Xu et al., 2009

Troodontidé découvert en Chine (Liaoning).
- Angulomastacator daviesi Wagner & Lehman, 2009

Hadrosauridé découvert aux États-Unis (Texas).
- Australovenator wintonensis Hocknull et al., 2009

Neovenatoridé découvert en Australie (Queensland).
- Baotianmansaurus henanensis Zhang X. et al., 2009

Titanosauriformes découvert en Chine (Henan).
- Barrosasaurus casamiquelai Salgado & Coria, 2009

Titanosaure découvert en Argentine.
- Panphagia protos Martínez & Alcober, 2009[82]

Sauropodomorphe découvert en Argentine.

## 2010

### Espèces fossiles (2010)

#### Ptérosaures
- Aetodactylus halli Myer 2010

Ornithocheiridé découvert aux États-Unis (Texas) et datant du Crétacé Supérieur (Cénomanien)

#### Dinosaures
- Abydosaurus mcintoshi Chure et al, 2010

Brachiosauridé découvert aux États-Unis (Utah) et datant du Crétacé (Albien, Cénomanien)
- Ajkaceratops kozmai Osi et al, 2010

Ceratopsia découvert en Hongrie et datant du Crétacé Supérieur (Santonien)
- Chromogisaurus novasi Ezcurra, 2010

Sauropodomorphe découvert en Argentine et datant du Trias supérieur (Carnien)